# Золотые монеты Владислава Жигимонтовича

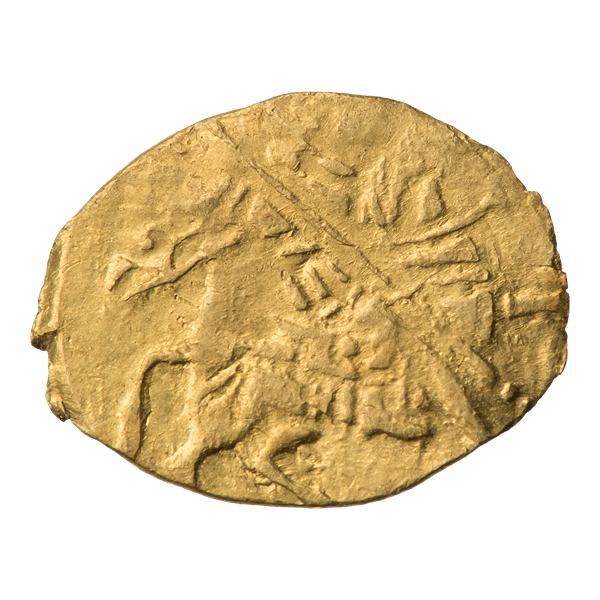
Золотая копейка Владислава Жигимонтовича (аверс)

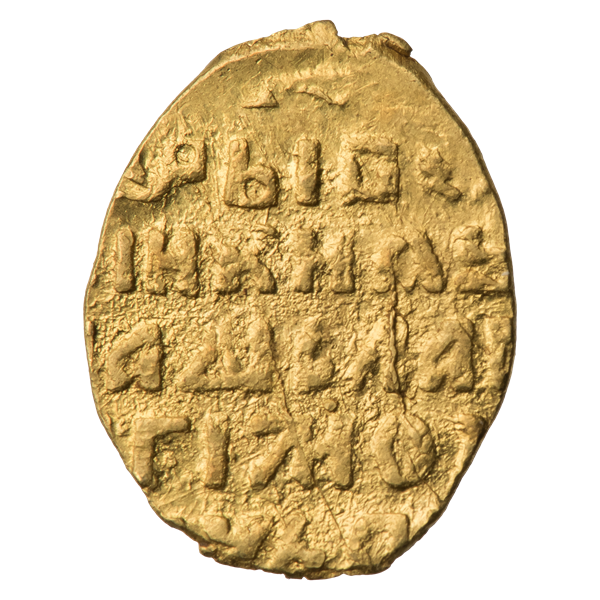
Золотая копейка Владислава Жигимонтовича (реверс)

Золотые монеты Владислава Жигимонтовича — монеты, которые чеканились во время царствования Владислава Жигимонтовича. Отличительной чертой этих монет было то, что постепенно их вес снижался и чеканку делали по разным весовым нормам.

## История
Незадолго до низложения Василия Шуйского в казне не осталось серебра, которое было нужно для платы наемным войскам. В этот момент началась чеканка и выпуск золотых монет — копейки и деньги.
Золотую копейку стали чеканить теми же штемпелями, что и чеканили серебряную. Для чеканки золотой деньги использовали штемпеля, которые сохранились еще со времен царя Федора Ивановича и на которых было его имя. Нормы Торговой книги установили курс золота по отношению к серебру как 1:10.
После того, как 17 июля 1610 года в Москве вспыхнул мятеж, Василий Шуйский был пострижен в монахи. Власть в стране перешла в руки Боярской Думы, и город присягнул польскому королевичу Владиславу Жигимонтовичу. В тот момент ему было 14 лет.
В Новгороде и Москве денежные дворы стали чеканить монету — копейку с именем Владислава Жигимонтовича, придерживаясь русской традиции чеканки монет. Во время царствования польского королевича монеты чеканились по разным весовым нормам. Так, чеканка первых монет проходила по трех рублевой стопе. Облегченная монета чеканилась с сентября 1611 года. Новая стопа была равна 3,4 рубля из гривенки серебра, вес копейки составлял 0,6 г. Спустя время появились монеты четырех рублевой стопы, средний вес которых составлял 0,51 г. Снижение веса монет продолжалось и монеты достигли веса в 0,48 г, затем стало равно 0,41 г. Одновременно с чеканкой копейки наладили выпуск гривенника — нового типа золотой монеты. Для его чеканки использовались те же штемпеля, что и для чеканки копейки. Его вес, также, как и вес копейки, снижался. Между собой номиналы отличались металлом. На обратной стороне монет Владислава Жигимонтовича значилось «Господарь и Великий князь Владислав Жигимонтович Всея Руси». Масса этих монет уменьшалась регулярно, практически каждый месяц. Осенью 1612 года она составила 0,47 грамм. Существуют сведения, что для чеканки золотых монет были переплавлены золотые статуи, находившиеся в Кремле.
В 1611 году шведами был захвачен Новгород. Они стали скупать полновесную копейку и затем перечеканивать ее в легковесную.
Когда осенью 1612 года, литовские и польские гарнизоны были вытеснены из Москвы, чеканка монет в золоте была прекращена.
Период с 1610 по 1613 год стал исключительным периодом, когда в русском денежном обращении периода XIV—XVII веков присутствовали золотые монеты. С 1613 года возобновилось обслуживание серебряными монетами - копейками, а денга в обращении почти отсутствовала.